# Konjiška vas
Konjiška vas je naselje v Občini Slovenske Konjice.
Konjiška vas leži vzhodno od Slovenskih Konjic, ob  avtocesti A1, v dolinskem kotu na severni strani ceste proti Poljčanam, med Babičem in Golo rebrijo. Pripadajoča zaselka sta Hrovate in Pečice. 
Kmetje živijo od živinoreje in gozdov v Gori, ki so bili nekdaj graščinski. Večji so Pozeb - po domače Drgoč, Brglez - Kangler, Brglez - Bodlak, Petelinek - Lokač, Jelenko - Grigec, Leskovar - Hrovačan, Zalar - Likeb, Ratej - Pust, Vivod - Očko. 
V bližini vasi je bilo nekdaj najdišče premoga in nekaj hmeljskih nasadov.

## Zgodovina
Naselje se prvič omenja leta 1229 kot Stare Konjice (Antiguum Conowitz) in leta 1273 kot Stara vas Konjice (Antigua villa Gonobiz).